# Monsters of Folk (album)
Monsters of Folk è il primo eponimo album in studio del supergruppo musicale folk rock statunitense Monsters of Folk, pubblicato nel 2009.

## Tracce
1. Dear God (sincerely M.O.F.) – 5:07
2. Say Please – 2:48
3. Whole Lotta Losin' – 2:45
4. Temazcal – 3:49
5. The Right Place – 3:48
6. Baby Boomer – 2:53
7. Man Named Truth – 3:51
8. Goodway – 2:01
9. Ahead of the Curve – 3:40
10. Slow Down Jo – 3:21
11. Losin Yo Head – 4:37
12. Magic Marker – 3:20
13. Map of the World – 4:24
14. The Sandman, the Brakeman and Me – 3:23
15. His Master's Voice – 4:50

## Formazione
- Conor Oberst - voce, chitarra, basso, tastiere, batteria, percussioni
- Mike Mogis - voce, chitarra, tastiere, percussioni, mandolino, batteria, basso
- Jim James - voce, chitarra, basso, tastiere, batteria, percussioni
- M. Ward - voce, chitarra, basso, tastiere

## Classifiche
| Classifica (2009) | Posizione raggiunta |
| ----------------- | ------------------- |
| Stati Uniti       | 15                  |